# Ампато
Ампато або Невадо-Ампато (ісп. Nevado Ampato) сплячий стратовулкан висотою між 6288 і 6310 м в Перуанських Андах, розташований в регіоні Арекіпа, Перу, за 100 км на північний захід від міста Арекіпа. Цей вулкан знаходиться на півдні комплексу з трьох стратовулканів, іншими є погаслий та еродований вулкан Уалка-Уалка (6025 м) на півночі та активний вулкан Сабанкая (5976 м) всередині.
У січні 1995, в результаті швидкого танення льодовика біля вершини Ампато, було знайдене замерзле тіло інкської дівчини, вбитої ударом по голові близько 500 років тому. Це тіло, відоме як «Снігова дівчина» або «Хуаніта», було знайдене експедицією американського археолога Джоан Рейнгард. В жовтні 1995 і грудні 1997 року Рейнгард і перуанський археолог Хосе Антоніо Чавес провели подальші дослідження, що виявили ще три тіла на висоті понад 5800 м.
| Перу | Це незавершена стаття з географії Перу. Ви можете допомогти проєкту, виправивши або дописавши її. |